# Paul Schall
Pour les articles homonymes, voir Schall.
Paul Schall (15 juin 1898 à Strasbourg - 16 octobre 1981 à Karlsruhe) était un journaliste de nationalité allemande et française et un homme politique, autonomiste alsacien.

## Biographie

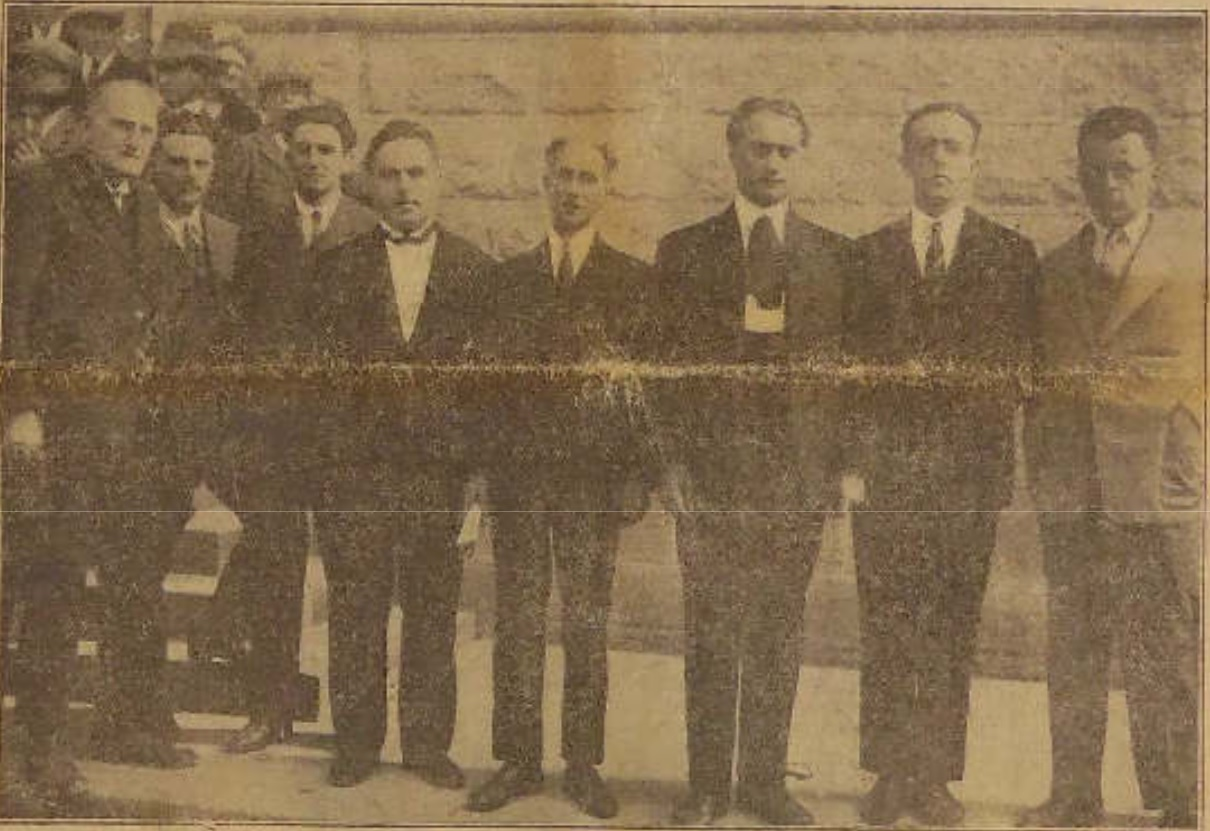
Paul Schall (premier à droite) en 1928 avec d'autres représentants du « Comité des minorités nationales de France ».

Dessinateur industriel de formation, il est attiré par le journalisme. Il devient rédacteur au Schliffstaan puis rédacteur en chef à la Zukunft, hebdomadaires autonomistes. Le « Comité des minorités nationales de France », créé à son initiative en 1927, encourage les autonomistes Catalans, Bretons, Flamands et Corses à devenir "séparatistes", le but étant de démembrer la France.
En 1927, il fonde avec Karl Roos l'Unabhängige Landespartei (ULP),  dont il est le porte-parole. Il est invité la même année au premier congrès du parti autonomiste breton à Rosporden aux côtés d'Hermann Bickler. Arrêté le 30 décembre 1927, il est jugé au procès de Colmar pour atteinte à la sûreté de l'État et condamné à 5 ans de prison. En 1929, il se présente aux élections cantonales dans le canton de Strasbourg-Nord, contre notamment le communiste Frédéric Guillaume Liebrich.
Arrêté en 1940 avec les leaders autonomistes, il est incarcéré à Nancy. Il est libéré par les Allemands en 1940. Aussitôt entré à la NSDAP, il est nommé Kreisleiter de Molsheim et rédacteur en chef adjoint aux Strassburger Neuste Nachrichten. Il n’hésite pas à se vanter, dans un discours du 14 février 1943, d'avoir participé à des manifestations national-socialistes à Kehl dans les années trente, et d'avoir personnellement rencontré le Führer.
Condamné à mort à la Libération, pour trahison, il fuit en Souabe et obtient la nationalité allemande en 1956. Il fut rédacteur en chef au journal Der Westen jusqu'en 1970.

## Ouvrages
- Paul Schall, Ende der Demokratie? : eine zeitgemäße Untersuchung, Strasbourg, Neuer Elsässer Verlag, [env. 1935]
- Paul Schall, Gegen Reaktion und Bolschewismus : Die 10 Punkte des Autonomischen Delegiertentags vom 29. November 1936 und die Rede von Redakteur Paul Schall zur politischen Lage, Strasbourg, 1936
- Paul Schall, Der Elsässer-Front entgegen, Strasbourg, Verlag der Elz, 1937
- Paul Schall, Vom elsässischen Hilfsdienst zur NSDAP, 1941
- Paul Schall, Karl Roos und der Kampf des heimattreuen Elsaß, Colmar, Alsatia Verlag 1941
- Paul Schall, Zwei Jahre nationalsozialistischer Aufbau im Elsaß, Strasbourg, Oberrhein Gauverlag, [env. 1942]
- Paul Schall, Elsaß : gestern, heute, morgen ? , Filderstadt-Bernhausen, Gesellschaft der Freunde und Förderer der Erwin-von-Steinbach-Stiftung, 1976
- Paul Schall, Geschichte des Elsaß in Kurzfassung, Francfort-sur-le-Main, Erwin-von-Steinbach-Stiftung, 1978